# Elxan Rəcəbli
Elxan Rəcəbli, también escrito como Elkhan Rajabli (27 de marzo de 1980), es un deportista azerbaiyano que compitió en judo. Ganó una medalla de bronce en el Campeonato Mundial de Judo de 2001, en la categoría de –81 kg.

## Palmarés internacional
| Campeonato Mundial | Campeonato Mundial | Campeonato Mundial | Campeonato Mundial |
| Año                | Lugar              | Medalla            | Categoría          |
| ------------------ | ------------------ | ------------------ | ------------------ |
| 2001               | Múnich (Alemania)  | Medalla de bronce  | –81 kg             |